# 渡邊晃一
渡邊 晃一（わたなべ こういち・Artist名：渡辺晃一 / WATANABE, Koichi）は、日本の画家、美術家。絵画・現代美術（インスタレーション）を中心に活動する 。福島大学人間発達文化学類教授、福島大学芸術による地域創造研究所所長。福島ビエンナーレ芸術監督（企画監修）。

## 来歴
北海道夕張市出身。母方の縁戚に、画家俣野第四郎、本郷新がいる。俣野は三岸好太郎と2人で画家を志し東京へ出たが、24歳という若さで他界した。父方は、佐藤忠良の母親に祖母が裁縫を習っていたことから交流があった。父親の務めていた夕張南高等学校(現在の北海道夕張高等学校)の美術教師、河副穆敬との出会いや、幼少の頃からの両親の理解が美術に向き合う契機だったと講演等で語っている。
札幌藻岩高等学校卒業。1990年、筑波大学芸術専門学群美術専攻卒業。1992年、筑波大学大学院芸術研究科（美術・洋画）修了。1995年、福島大学教育学部講師、1997年同学部美術絵画研究室助教授。2001年〜2002年まで、文部科学省在外派遣研究員としてアメリカ、イギリスに滞在し、ペンシルバニア州立大学客員研究員やロンドン芸術大学（チェルシー・カレッジ・オブ・アート・アンド・デザイン）客員研究員を務めた。2018年、パリ国立美術学校エコール・デ・ボザール客員教授。
主な著書に、『渡邊晃一作品集　テクストとイマージュの肌膚』（青幻舎）、『モナ・リザの教科書』（日本文教出版）がある。
「生命形態と美術教育 〜三木成夫の解剖学からの接近〜」にて第30回佐武賞（研究論文部門最優秀賞）を受賞した。

## 芸術活動
油彩画を基盤に絵画を制作する。1998年より大野一雄をモデルに作品を制作している。大野一雄や大野慶人をはじめとした舞踏家とのコラボレーションや、新国立劇場での平山素子のダンス「Life Casting」の美術、山下洋輔のジャズやオペラの舞台美術、様々な文化人の手型作品シリーズ「Life Hands」、映画の制作など、その創作活動は幅広い。これらの制作は一貫して「生命」と「気」をテーマにしている。
近年は、油彩画の古典技法、制作学や美術解剖学研究、海外研修（エコール・デ・ボザール客員教授）などの経験や知識から、日本テレビ『ルーヴル美術館　特別番組』や映画『万能鑑定士Q -モナ・リザの瞳-』（ホームページ、パンフレット監修）など、レオナルド・ダ・ヴィンチに関する書籍やテレビ番組の監修・解説もしている。

### 主な作品の展開
- 1987年、巨樹をテーマとした油彩画。
- 1988年、Life Castingによる制作を開始。
- 1990年、陰陽五行をテーマとしたインスタレーション。
- 1992年、樹海をテーマに華道家、書家とのコラボレーションをはじめる。
- 1993年、高村光太郎の彫刻《手》の美術解剖学研究を契機に「veronica -Life Hands-」手型作品シリーズを開始。
- 1993年、巨樹からの展開として、ルーベンスの《キリスト降架》をオマージュした作品を制作。以後、「veronica(聖ヴェロニカ)」をキーワードに、レオナルド・ダ・ヴィンチの《受胎告知》、《モナリザ》やロダンの《青銅時代》からの作品などを制作。
- 1996年、ダンサーをモデルに作品制作とコラボレーション。
- 1998年、舞踏家の大野一雄をモデルにした作品を制作。以後、大野慶人、舘形比呂一 とのコラボレーションを展開。
- 2004年、福島ビエンナーレ開始。
- 2005年、3Dデジタイザーや3Dプリンターによる作品を展開。
- 2007年、平山素子 によるコンテンポラリーダンスの美術（新国立劇場企画）。
- 2011年、東日本大震災後、福島をテーマに作品を制作。3Dプリンターで作成した地形図、会津漆や鯉のぼりのアート作品、安達ヶ原の黒塚の映像作品を制作。震災復興祈念シンポジウムを開催。

（参考文献『渡邊晃一作品集　テクストとイマージュの肌膚』）

## 主な著書など
主著
- 「生命形態と美術教育〜三木成夫の解剖学からの接近〜」1995年、第30回 佐武賞（教育美術　論文部門　最優秀賞）
- 『テクストとイマージュの肌膚』青幻舎、2010年
- 『モナ・リザの教科書』日本文教出版、2021年

共著、教科書等
- 『造形教育事典』建帛社、1991年
- 『絵画の教科書』（編者）日本文教出版、2000年
- 『ベーシック造形技法』建帛社、2006年
- 『絵画の制作学』日本文教出版、2007年
- 保育内容シリーズ6『造形』一藝社、2010年
- 『アート エデュケーション思考』／執筆：「芸術と技術の間」学術研究出版、2016年
- 『民具・民芸からデザインの未来まで』／執筆：「習俗と＜祈り＞のアート＆デザイン」学術研究出版、2020年